# Suffield (udde)
Suffield är en udde i Antarktis. Den ligger i Sydshetlandsöarna. Argentina, Chile och Storbritannien gör anspråk på området.
Terrängen inåt land är kuperad österut, men västerut är den platt. Havet är nära Suffield åt sydväst. Trakten är glest befolkad. Närmaste befolkade plats är Escudero Station, 2,4 kilometer väster om Suffield. 